# Леонюк, Фома Акимович
Фома́ Аки́мович Леоню́к (1892 — 1967) — сотрудник органов государственной безопасности, генерал-майор (1945). Входил в состав особой тройки НКВД СССР.

## Биография
Родился в Брест-Литовском уезде Гродненской губернии. Закончил 3 класса сельской школы; курсы при ЦК КП(б)У. Работал в хозяйстве отца, лесорубом у лесопромышленника, молотобоец у частника, в хозяйстве отца.

## Карьера
Член РСДРП(б) с 1917 г. В 1917 — Секретарь отдела юстиции Западного облисполкома.
В 1920—1922 — в органах ЧК: председатель Оршанской, Могилёвской, Гомельской Екатеринославской уездной ЧК, Николаевской губернской ЧК.
В 1922—1934 — в органах ГПУ: начальник Николаевского, Волынского, Донецкого, Артёмовского, Днепропетровского Одесского, областного отдела ГПУ. В 1932—1933 — начальник Секретно-оперативного управления ГПУ при СНК Украинской ССР; заместитель председателя ГПУ при СНК Украинской ССР.
В 1934—1937 в органах НКВД — начальник Особого отдела НКВД Приволжского военного округа, начальник Управления НКВД по Одесской области, Куйбышевскому, Красноярскому краю. Этот период отмечен вхождением в состав особой тройки, созданной по приказу НКВД СССР от 30.07.1937 № 00447 и активным участием в сталинских репрессиях..
Избежал репрессий в органах НКВД, один из двух начальников УНКВД Сибири середины 30-х годов, уцелевших в ходе чистки второй половины 1937—1939 года (второй К. А. Павлов).
В 1937—1941 — в органах ГУЛАГ — помощник начальника, заместитель начальника Главного управления исправительно-трудовых лагерей НКВД СССР. Начальник Управления строительства № 211 и исправительно-трудового лагеря НКВД СССР (Винница).
Во время ВОВ — начальник Управления 31-го полевого и 21-го оборонного строительства РККА.
С 1943 года — заместитель начальника, с 1950 — начальник Отдела по борьбе с детской беспризорностью и безнадзорностью МВД СССР.
В 1953 году — заместитель начальника Управления детских колоний МВД СССР.
В 1954 году — заместитель начальника Отдела детских трудовых воспитательных колоний МВД СССР.

## Завершающий этап
С 1954 года — на пенсии.
02.08.1957 постановлением СМ СССР лишён звания генерал-майор «как дискредитировавший себя за время работы в органах… и недостойный в связи с этим высокого звания генерала».
Умер в 1967 году.
В 2010 году Службой безопасности Украины включен в Список партийных и советских руководителей, руководящих сотрудников ОГПУ и ГПУ УССР, виновных в проведении на Украине политики Голодомора-Геноцида и репрессий.